# Hammars församling
Hammars församling var en församling i ett eget pastorat i Kumla och Askers kontrakt i Strängnäs stift. Församlingen låg i Askersunds kommun i Örebro län. Församlingen uppgick 2018 i Askersund-Hammars församling.

## Administrativ historik
Församlingen har medeltida ursprung och utgjorde till 2018 ett eget pastorat. Församlingen uppgick 2018 i Askersund-Hammars församling. 
Församlingskod var 188205

## Kyrkoherdar
| Ämbetstid | Namn                    | Levnadstid | Övrigt          |
| --------- | ----------------------- | ---------- | --------------- |
| 1411      | Wenerus de Österby      |            |                 |
| 1530–1547 | Laurentius              |            |                 |
| 1562–1570 | Ericus Laurentii        |            |                 |
| 1574      | Olaus                   |            |                 |
| 1593–1619 | Jonas Olai              | död 1619   |                 |
| 1620–1631 | Petrus Erici Myrobaeus  | död 1631   |                 |
| 1631–1670 | Ericus Petri Myrobaeus  | död 1670   |                 |
| 1672–1689 | Petrus Andreae Nevelius | död 1689   |                 |
| 1691–1715 | Carolus Erici Tiselius  | 1642–1721  |                 |
| 1715–1744 | Daniel Tiselius         | 1682–1744  |                 |
| 1746–1772 | Olof Winblad            | 1692–1772  |                 |
| 1773–1796 | Jöns Haggren            | 1705–1796  |                 |
| 1800–1820 | Lars Skagerström        | 1736–1820  | Kontraktsprost. |
| 1823–1843 | Erik Wallén             | 1778–1843  | Kontraktsprost. |
| 1845–1865 | Olof Strandberg         | 1790–1865  |                 |
| 1867–1896 | Karl Camillus Oldenburg | 1816–1896  |                 |
| 1898–     | Erik Gotthard Åbergh    | 1837–      |                 |

## Kyrkor
- Hammars kyrka
- Birgittakyrkan Olshammar